# Savin-Nunatak
Der Savin-Nunatak ist ein rund 1550 m hoher und isolierter Nunatak im südlichen Zentrum des Palmerlands auf der Antarktischen Halbinsel. Er ragt 50 km südwestlich des Mount Vang auf.
Der United States Geological Survey kartierte ihn anhand eigener Vermessungen und Luftaufnahmen der United States Navy aus den Jahren von 1961 bis 1967. Das Advisory Committee on Antarctic Names benannte ihn im Jahr 1968 nach Samuel M. Savin, Glaziologe auf der Byrd-Station zwischen 1965 und 1966.